# 埃尔莎·兰彻斯特
埃尔莎·兰彻斯特（英語：Elsa Lanchester，1902年10月28日—1986年12月26日），女，英国演员。

## 生平
埃尔莎·兰彻斯特的父母不遵守常规，怀疑政府的权威以至于没有结婚。埃尔莎·兰彻斯特的成长过程中，父母也是顺应自然。在她很小的时候她就想做一名舞蹈演员，于是在10岁那年母亲把她送到了位于巴黎的舞蹈学校。16岁的时候她就开始教其它孩子跳舞。1922年，她在伦敦开设了一家名为和谐洞穴（Cave of Harmony）的酒吧，她和她的父母都会在那里演出。她的一次演出曾经让某个英国皇室成员愤然离场。1924年她在英国拍摄了自己的第一部电影短片，由此进入了电影世界。同她的父母一样，她的一生也过着反传统的生活。1932年，兰彻斯特同米高梅签订了合同。1949年她获得了奥斯卡最佳女配角奖的提名，1957年凭借和丈夫合演的控方证人一片她再度获得奥斯卡最佳女配角奖的提名。60年代后她又开始出现在电视节目之中。
1986年12月26日，兰彻斯特因为支气管炎在加州去世。第二年1月5日她的尸体火化，骨灰被洒在了太平洋中。

## 家庭
丈夫查尔斯·劳顿。1929年两人结婚，后一直相伴终生。两人共同演出了多部电影，比如帮助劳顿获得奥斯卡最佳男主角奖的《亨利八世的私生活》以及帮助他获得奥斯卡最佳男主角奖提名的《控方证人》。兰彻斯特曾在1938年和1983年各写过一部自传，在自传中她曾说由于劳顿的性癖两人没有孩子，因而有人怀疑劳顿实际上是同性恋。然而，根据老友玛琳·奥哈拉（Maureen O'Hara）所说，这实际上是因为兰彻斯特年轻时曾经发生过流产所以导致不能生育。不过，劳顿的性取向实际上还是一个迷。

## 电影
- 《亨利八世的私生活》1933年
- 《Come to the Stable》1949年，获得奥斯卡最佳女配角奖提名，未能得奖
- 《控方证人》1957年，获得了第二个奥斯卡最佳女配角奖提名，未能得奖